# Igreja Matriz do Bonfim
A Igreja Matriz do Bonfim situa-se na freguesia do Bonfim, na cidade do Porto, em Portugal.

## História
A história da Igreja Matriz do Bonfim, remonta à existência de uma capela no local onde hoje se ergue a igreja, e que se conhece desde 1786. A actual igreja foi construída por causa da inaptidão da capelinha face ao que era exigido dela, numa freguesia anexada pela cidade e que cada vez mais sentia o acelarar da modernidade e da industrialização. A população aumentava e era preciso construir nova igreja. A actual igreja nasceu dessa necessidade e foi construída entre 1874 e 1894, tendo sido consagrada a Santa Clara e ao Senhor do Bonfim.

## Fachada e interior
A aparente simplicidade arquitectónica desta igreja prende-se com o seu estilo neoclássico, em voga naquela época. A fachada de linhas clássicas, apresenta dois registos, rematados por frontão triangular, cujo tímpano apresenta em alto relevo o cordeiro, símbolo de Jesus Cristo imolado inocente. O frontão é rematado pela figura representativa da Fé. 
O registo inferior possui pórtico único, flanqueado por vãos de janela. O pórtico e janelas são encimados por tarjas com legendas: sobre o pórtico está a legenda Domino Iesu Dicata ("dedicada ao Senhor Jesus") e sobre as janelas as legendas Non est hic aliud nisi domus dei et porta coeli ("não é outro lugar, senão a casa de Deus e a porta do céu") e ainda Cantate domino canticum novum quia mirabilia fecit ("Cantai ao Senhor um cântico novo, porque ele tem feito maravilhas"). 
A fachada é ladeada pelas duas torres sineiras com quarenta e dois metros de altura.
No interior, a nave é coberta por uma abóbada de berço ornamentada com estuques. O altar-mor de gosto neoclássico apresenta um painel que representa o Calvário, pintado por Júlio Costa. O Órgão de tubos, veio da Igreja do Mosteiro beneditino de Avé Maria, por esta vir a ser demolida para a construção da Estação de S. Bento.